# Фуше, Симон
Симон Фуше (фр. Simon Foucher; 1 марта 1644, Дижон — 27 апреля 1696, Париж) — французский мыслитель XVII века, известный как критик философии Николя Мальбранша и автор попытки возродить идеи академического скептицизма.

## Биография
Родился в Дижоне. Получил степень бакалавра теологии в Сорбонне. Некоторое время был каноником в Дижоне, а затем перебрался в Париж, где, занимаясь литературными трудами, прожил до самой смерти в апреле 1696 года.
Во время пребывания Лейбница в Париже состоялось знакомство двух мыслителей. По возвращении в Германию в 1676 году Лейбниц поддерживал (с некоторыми перерывами) переписку с Фуше. Переписка длилась с 1676 до 1696 годы. Некоторые из этих писем или выдержки из них были опубликованы ещё при жизни мыслителей. В своей переписке Фуше и Лейбниц разбирали философские идеи Декарта и Мальбранша, вопросы гносеологии и методологии, затрагивали этические вопросы, например, достоинства этики Эпиктета и
Марка Аврелия. Фуше является автором также нескольких философских трудов, получивших определённую известность. Ему принадлежит поэма о совместимости христианской морали и морали древних греков (1682) и сочинение о гигрометре (1686).
Фуше также занимался историей и философией платоновской академии. Основной задачей Фуше было возрождение академического скепсиса. Считается, что скептицизм Фуше подчинён вере. В 1673 году Фуше написал «Диссертацию о разыскании истины, или О логике академиков». Это сочинение было напечатано в Дижоне. Все остальные издавались уже в Париже. Оно содержало в себе изложение принципов академического скептицизма в сопоставлении с картезианской философией. Фуше полагал, что Декарт свои правила метода заимствовал у академиков.
В 1687 году вышла в свет «Апология академиков». В 1691 году Фуше издал «Философию академиков» (в 3 томах). В 1692 г. Фуше напечатал сочинение о мудрости древних и послал комментарии к этому сочинению Лейбницу. Лейбниц положительно оценивал деятельность Фуше по изучению и изложению академической философии. В «Теодицее» Лейбниц заметил, что «Фуше имел намерение сделать в пользу академиков то, что Липсий и Сциопий сделали для стоиков, господин Гассенди для Эпикура и что так хорошо начал господин Дасье в пользу Платона». По мнению Фуше, академики стремились «очистить» человеческий разум от всего недостоверного (в духе Декарта), опирались на некоторые твердые научные принципы и не были сторонниками чистого скептицизма. Сам Фуше не был сторонником пирронизма. Он даже упрекал в нём других, например Мальбранша.

## Сочинения
- Dissertation sur la recherche de la vérité, ou sur la philosophie académique (1673)
- Critique de la Recherche de la vérité (1675)
- Traité des hygromètres ou machines pour mesurer la sécheresse et l’humidité